# Ranunculus elisae
Ranunculus elisae är en ranunkelväxtart som beskrevs av J. Gamisans. Ranunculus elisae ingår i släktet ranunkler, och familjen ranunkelväxter. Inga underarter finns listade i Catalogue of Life.